# Списак министара културе Србије
На овој страни налази се списак министара културе Србије.

## Република Србија(1991–сада)[1]
| Слика | Почетак мандата    | Крај мандата       | Име и презиме (година рођења и смрти) | Белешка                                                                               | Странка                       |
| ----- | ------------------ | ------------------ | ------------------------------------- | ------------------------------------------------------------------------------------- | ----------------------------- |
|       | 15. јануар 1991.   | 23. децембар 1991. | Радомир Шарановић                     | министар културе у влади Драгутина Зеленовића                                         | Нестраначка личност           |
|       | 23. децембар 1991. | 10. фебруар 1993.  | Миодраг Ђукић                         | министар културе у влади Радомана Божовића                                            |                               |
|       | 10. фебруар 1993.  | 15. март 1994.     | Ђоко Стојичић                         | министар културе у влади Николе Шаиновића                                             | Социјалистичка партија Србије |
|       | 15. март 1994.     | 25. октобар 2000   | Нада Поповић Перишић                  | министар културе у првој и другој влади Мирка Марјановића                             | Социјалистичка партија Србије |
|       | 25. октобар 2000.  | 25. јануар 2001.   | Милан Комненић                        | министар културе у влади Миломира Минића                                              | Демократска опозиција Србије  |
|       | 25. јануар 2001.   | 3. март 2004.      | Бранислав Лечић                       | министар културе у влади Зорана Ђинђића и влади Зорана Живковића                      | Демократска странка           |
|       | 3. март 2004.      | 15. мај 2007.      | Драган Којадиновић                    | министар културе у првој влади Војислава Коштунице                                    | Српски покрет обнове          |
|       | 15. мај 2007.      | 7. јул 2008.       | Воја Брајовић                         | министар културе у другој влади Војислава Коштунице                                   | Нестраначка личност           |
|       | 7. јул 2008.       | 14. март 2011.     | Небојша Брадић                        | министар културе у влади Мирка Цветковића                                             | Г17+                          |
|       | 14. март 2011.     | 27. јул 2012.      | Предраг Марковић (политичар)          | министар културе, информисања и информационог друштва у влади Мирка Цветковића        | Г17+                          |
|       | 27. јули 2012.     | септембар 2013.    | Братислав Петковић                    | Министар културе и информисања у влади Ивице Дачића                                   | Српска напредна странка       |
|       | септембар 2013.    | 11. август 2016.   | Иван Тасовац                          | Министар културе и информисања у влади Ивице Дачића и у првој влади Александра Вучића | Нестраначка личност           |
|       | 11. август 2016.   | 28. октобар 2020.  | Владан Вукосављевић                   | Министар културе и информисања у другој влади А. Вучића и влади А. Брнабић            | Нестраначка личност           |
|       | 28. октобар 2020.  | 2. мај 2024.       | Маја Гојковић                         | Потпредседник владе и Министар културе и информисања у другој влади А. Брнабић        | Српска напредна странка       |
|       | 2. мај 2024.       |                    | Никола Селаковић                      | Министар културе и информисања у Влади Милоша Вучевића                                | Српска напредна странка       |